# Association Sportive Moulinoise
L'Association Sportive Moulinoise è un'associazione calcistica francese del paese di Moulins fondata nel 1927. 
Attualmente gioca nel Championnat de France amateur e disputa le proprie partite presso lo Stade Hector Rolland.

## Palmarès

### Altri piazzamenti
- Championnat de France amateur:

Secondo posto: 2013-2014 (gruppo B)

## Rosa 2009-2010
| N. |                    | Ruolo | Calciatore        |
| -- | ------------------ | ----- | ----------------- |
|    | Francia (bandiera) | P     | Romain Authier    |
|    | Francia (bandiera) | P     | Thomas Levaux     |
|    | Francia (bandiera) | P     | Antoine Philippon |
|    | Francia (bandiera) | D     | Ronan Biger       |
|    | Francia (bandiera) | D     | Maxime Blanchard  |
|    | Francia (bandiera) | D     | Damien Bonjean    |
|    | Francia (bandiera) | D     | Loïc Chalier      |
|    | Francia (bandiera) | D     | Cyril Guillou     |
|    | Francia (bandiera) | D     | Yoann Le Pivert   |
|    | Francia (bandiera) | D     | Pascal Pédemonte  |
|    | Francia (bandiera) | C     | Florent Besnard   |
|    | Francia (bandiera) | C     | Ulrick Chavas     |

| N. |                    | Ruolo | Calciatore         |
| -- | ------------------ | ----- | ------------------ |
|    | Francia (bandiera) | C     | François Duhamel   |
|    | Francia (bandiera) | C     | Kévin Dumont       |
|    | Francia (bandiera) | C     | Fabrice Garin      |
|    | Francia (bandiera) | C     | Gaël Maia          |
|    | Francia (bandiera) | C     | William Mocquet    |
|    | Francia (bandiera) | C     | Alexis Raynaud     |
|    | Francia (bandiera) | C     | Melvyn Vieira      |
|    | Francia (bandiera) | A     | Sébastien Da Silva |
|    | Francia (bandiera) | A     | Ousman Diaby       |
|    | Francia (bandiera) | A     | Patrice Dimitriou  |
|    | Ciad (bandiera)    | A     | Mahamat Hissein    |
|    | Francia (bandiera) | A     | Patrice Vareilles  |